# Pronomos
Pronomos est un grand joueur d'aulos de l'Antiquité, dont le père, nommé Oiniadas, fut également un aulète réputé.

## Biographie
Pronomos vécut à la fin du Ve siècle av. J.-C. et exerça à Athènes. Il donna des cours à Alcibiade. Il fut le premier à jouer les trois harmonies dorienne, phrygienne et lydienne sur le même aulos, qu'il améliora pour ce faire.
Son fils Oiniadas, aulète réputé de même, composa des dithyrambes et fut vainqueur aux Dionysies de 384 et aux Thargélies de 354.
Un cratère attique à figures rouges le représente sur scène pendant un drame satyrique. Ce vase peint au IVe siècle av. J.-C. a été trouvé en Italie à Ruvo di Puglia et est actuellement stocké dans les réserves du musée archéologique national de Naples.